# カウボーイ & エイリアン
『カウボーイ &エイリアン』（Cowboys & Aliens）は、2006年に発売されたグラフィックノベルである。

## あらすじ
19世紀半ばのアリゾナに宇宙人が襲来する。宇宙人は西部を侵攻し、地球人奴隷化を計画するが、その過程でカウボーイとネイティブ・アパッチと対立し、三つ巴となる。

## 映画化
ユニバーサル・ピクチャーズとドリームワークス製作による実写映画が公開された。監督はジョン・ファヴローで、ダニエル・クレイグ、ハリソン・フォード、オリヴィア・ワイルド、サム・ロックウェル、ノア・リンガー、ポール・ダノ、アナ・デ・ラ・レゲラ、クランシー・ブラウンなどが出演する。
2011年7月29日に北米で公開された。

## 続編Webコミック
2007年に続編のWebコミックCowboys and Aliens: Worlds at War (or Cowboys & Aliens II)が公開された。